# Rodney A. Grant
Rodney Arnold Grant (* 9. März 1959 in der Pine Ridge Reservation, South Dakota) ist ein US-amerikanischer Schauspieler, der große Bekanntheit in der Rolle des „Wind in seinem Haar“ im Film Der mit dem Wolf tanzt erlangte.

## Leben
Der Angehörige des Stammes der Omaha wurde mit seinen vier älteren Geschwistern von seinen Großeltern aufgezogen und wuchs im Thurston County im US-Bundesstaat Nebraska auf. Nach einer kurzen sechsmonatigen Dienstzeit bei den US-Marines und sechs Jahren als Reservist hatte er im Jahr 1988 in dem Film Die jungen Krieger sein Debüt. Seitdem spielte er in verschiedenen Filmen und Fernsehserien, so in Ein Mountie in Chicago oder Stargate – Kommando SG-1.
1990 hatte er seine bisher größte Rolle als „Wind in seinem Haar“ in Der mit dem Wolf tanzt. Bei den Dreharbeiten hatte Grant große Schwierigkeiten, die Sprache der Lakota zu lernen. Um nicht gänzlich aus dem Film geschnitten zu werden beziehungsweise als reine Komparsenrolle zu enden, nahm er zusätzliche Stunden mit dem Casting-Director des Films.
Grant engagierte sich in der Organisation Boys and Girls Clubs of America. In dessen Partnerorganisation Boys and Girls Clubs in Indian Country ist er mittlerweile beratend im Vorstand tätig.

## Privates
Grant ist verheiratet und hat drei Töchter und einen Sohn. Die Töchter leben bei ihrer Mutter, Grants erster Frau. Grant lebt mit seiner zweiten Frau Lee-Anne und ihrem gemeinsamen Sohn Walter zusammen.

## Auszeichnungen
Für seine Darstellung in Der mit dem Wolf tanzt wurde Grant mit dem Western Heritage Award ausgezeichnet. 1991 wurde er vom People Magazine zu den 50 schönsten Menschen der Welt gezählt.

## Filmografie (Auswahl)
- 1988: Die jungen Krieger (War Party)
- 1989: Zwei Cheyenne auf dem Highway (Powwow Highway)
- 1990: Der mit dem Wolf tanzt (Dances with Wolves)
- 1991: General Custers letzte Schlacht (Son of the Morning Star)
- 1991: The Doors
- 1992: Lakota Moon
- 1993: Geronimo – Eine Legende (Geronimo: An American Legend)
- 1994: F.T.W. – Tiefer als Haß (F.T.W.)
- 1994: Wagons East! (Wagons East)
- 1996: Mörderischer Tausch (The Substitute)
- 1997: Killing Grounds – Goldjagd in Kalifornien (The Killing Grounds)
- 1997: Der Traum des Häuptlings (Stolen Women, Captured Hearts)
- 1999: Schrei des Weißen Wolfs (White Wolves III: Cry of the White Wolf)
- 1998: Stargate – Kommando SG-1 (Stargate SG-1, Fernsehserie, eine Folge)
- 1999: Reiter auf verbrannter Erde (The Jack Bull)
- 1999: Wild Wild West
- 2001: Ghosts of Mars (John Carpenter’s Ghosts of Mars)
- 2012: Dark Blood